# دیس، نورفک
latitudeدیس، نورفکlongitudeدیس، نورفک
دیس، نورفک (به انگلیسی: Diss) یک شهرک در بریتانیا است که در انگلستان واقع شده‌است.

## خصوصیات
دیس ۵٫۳۲ کیلومترمربع مساحت و ۷٬۵۰۳ نفر جمعیت دارد.